# Gaertnera viminea
Gaertnera viminea là một loài thực vật có hoa trong họ Thiến thảo. Loài này được Hook.f. ex C.B.Clarke mô tả khoa học đầu tiên năm 1883.